# Élections législatives de 1997 dans le Calvados
Les élections législatives françaises de 1997 se déroulent les 25 mai et 1er juin 1997. Dans le département du Calvados, six députés sont à élire dans le cadre de six circonscriptions.

## Élus
| Circonscription | Député sortant       | Parti | Parti    | Député élu ou réélu | Parti | Parti    |
| --------------- | -------------------- | ----- | -------- | ------------------- | ----- | -------- |
| 1re             | Francis Saint-Ellier |       | UDF (PR) | Philippe Duron      |       | PS       |
| 2e              | Louis Mexandeau      |       | PS       | Louis Mexandeau     |       | PS       |
| 3e              | André Fanton         |       | RPR      | Yvette Roudy        |       | PS       |
| 4e              | Nicole Ameline       |       | UDF (PR) | Nicole Ameline      |       | UDF (PR) |
| 5e              | François d'Harcourt  |       | app. UDF | Laurence Dumont     |       | PS       |
| 6e              | René Garrec          |       | UDF (PR) | Alain Tourret       |       | PRS      |

## Résultats

### Résultats à l'échelle du département
| Parti          | Parti                                     | Premier tour | Premier tour | Second tour | Second tour | Sièges |
| Parti          | Parti                                     | Voix         | %            | Voix        | %           | Sièges |
| -------------- | ----------------------------------------- | ------------ | ------------ | ----------- | ----------- | ------ |
|                | Parti socialiste                          | 69 984       | 25,22        | 127 763     | 43,12       | 4      |
|                | Parti communiste français                 | 21 674       | 7,81         |             |             | 0      |
|                | Parti radical-socialiste                  | 14 869       | 5,36         | 27 880      | 9,41        | 1      |
|                | Les Verts                                 | 12 053       | 4,34         |             |             | 0      |
|                | Mouvement des citoyens dont Divers gauche | 3 228        | 1,16         | 0           |             |        |
|                | Gauche plurielle                          | 121 808      | 43,90        | 155 643     | 52,52       | 5      |
|                |                                           |              |              |             |             |        |
|                | Union pour la démocratie française        | 69 047       | 24,89        | 103 703     | 35,00       | 1      |
|                | Rassemblement pour la République          | 22 132       | 7,98         | 36 981      | 12,48       | 0      |
|                | La Droite indépendante                    | 9 461        | 3,41         |             |             | 0      |
|                | Divers droite                             | 7 593        | 2,74         | 0           |             |        |
|                | Droite parlementaire                      | 108 233      | 39,01        | 140 684     | 47,48       | 1      |
|                |                                           |              |              |             |             |        |
|                | Front national                            | 32 549       | 11,73        |             |             | 0      |
|                | Divers écologiste dont MÉI et GÉ          | 10 815       | 3,90         | 0           |             |        |
|                | Extrême gauche dont PT et SÉGA            | 4 055        | 1,46         | 0           |             |        |
|                |                                           |              |              |             |             |        |
| Inscrits       | Inscrits                                  | 431 835      | 100,00       | 431 780     | 100,00      | 6      |
| Abstentions    | Abstentions                               | 140 019      | 32,42        | 119 943     | 27,78       |        |
| Votants        | Votants                                   | 291 816      | 67,58        | 311 837     | 72,22       |        |
| Blancs et nuls | Blancs et nuls                            | 14 356       | 4,92         | 15 510      | 4,97        |        |
| Exprimés       | Exprimés                                  | 277 460      | 95,08        | 296 327     | 95,03       |        |

### Résultats par circonscription

#### Première circonscription (Caen-Ouest)
| Candidat       | Candidat                     | Parti          | Premier tour | Premier tour | Second tour | Second tour |  |
| Candidat       | Candidat                     | Parti          | Voix         | %            | Voix        | %           |  |
| -------------- | ---------------------------- | -------------- | ------------ | ------------ | ----------- | ----------- |  |
|                | Francis Saint-Ellier sortant | UDF (PR)       | 13 549       | 33,93        | 20 769      | 47,38       |  |
|                | Philippe Duron élu           | PS             | 13 013       | 32,58        | 23 070      | 52,62       |  |
|                | Yves Duprés                  | FN             | 4 048        | 10,14        |             |             |  |
|                | Lysianne Broudic             | PCF            | 3 242        | 8,12         |             |             |  |
|                | Michel Horn                  | Les Verts      | 1 731        | 4,33         |             |             |  |
|                | Hervé du Boullay             | LDI (MPF)      | 1 450        | 3,63         |             |             |  |
|                | Martine Michau-Baudeuf       | GÉ             | 1 383        | 1,89         |             |             |  |
|                | Valentin Bréhin              | MDC            | 764          | 1,39         |             |             |  |
|                | Léon Lemonnier               | MÉI            | 756          | 1,89         |             |             |  |
|                |                              |                |              |              |             |             |  |
| Inscrits       | Inscrits                     | Inscrits       | 65 390       | 100,00       | 65 358      | 100,00      |  |
| Abstentions    | Abstentions                  | Abstentions    | 23 684       | 36,22        | 19 581      | 29,96       |  |
| Votants        | Votants                      | Votants        | 41 706       | 63,78        | 45 777      | 70,04       |  |
| Blancs et nuls | Blancs et nuls               | Blancs et nuls | 1 770        | 4,24         | 1 938       | 4,23        |  |
| Exprimés       | Exprimés                     | Exprimés       | 39 936       | 95,76        | 43 839      | 95,77       |  |

#### Deuxième circonscription (Caen-Est)
| Candidat       | Candidat                      | Parti          | Premier tour | Premier tour | Second tour | Second tour |  |
| Candidat       | Candidat                      | Parti          | Voix         | %            | Voix        | %           |  |
| -------------- | ----------------------------- | -------------- | ------------ | ------------ | ----------- | ----------- |  |
|                | Louis Mexandeau sortant réélu | PS             | 13 802       | 35,32        | 25 674      | 62,67       |  |
|                | Brigitte Le Brethon           | RPR            | 9 423        | 24,12        | 15 294      | 37,33       |  |
|                | Marc Bellet                   | PCF            | 4 545        | 11,63        |             |             |  |
|                | Jean-Luc Bigot                | FN             | 4 029        | 10,31        |             |             |  |
|                | Alain Gruénais                | Les Verts      | 2 246        | 5,75         |             |             |  |
|                | Paul Mercier                  | LDI (MPF)      | 1 096        | 2,81         |             |             |  |
|                | Nicolas Bénies                | SÉGA           | 978          | 2,5          |             |             |  |
|                | Karima Zahir                  | GÉ             | 901          | 2,31         |             |             |  |
|                | Jean-Paul Ducandas            | PT             | 644          | 1,65         |             |             |  |
|                | François Schneider            | MÉI            | 601          | 1,54         |             |             |  |
|                | Christophe Hamon              | Extrême gauche | 521          | 1,33         |             |             |  |
|                | Jean Crocq                    | IR             | 287          | 0,73         |             |             |  |
|                |                               |                |              |              |             |             |  |
| Inscrits       | Inscrits                      | Inscrits       | 62 691       | 100,00       | 62 673      | 100,00      |  |
| Abstentions    | Abstentions                   | Abstentions    | 21 855       | 34,86        | 19 425      | 30,99       |  |
| Votants        | Votants                       | Votants        | 40 836       | 65,14        | 43 248      | 69,01       |  |
| Blancs et nuls | Blancs et nuls                | Blancs et nuls | 1 763        | 4,32         | 2 280       | 5,27        |  |
| Exprimés       | Exprimés                      | Exprimés       | 39 073       | 95,68        | 40 968      | 94,73       |  |

#### Troisième circonscription (Falaise - Lisieux)
| Candidat       | Candidat               | Parti          | Premier tour | Premier tour | Second tour | Second tour |  |
| Candidat       | Candidat               | Parti          | Voix         | %            | Voix        | %           |  |
| -------------- | ---------------------- | -------------- | ------------ | ------------ | ----------- | ----------- |  |
|                | Yvette Roudy élue      | PS             | 14 857       | 32,87        | 26 790      | 55,26       |  |
|                | André Fanton sortant   | RPR            | 12 709       | 28,12        | 21 687      | 44,74       |  |
|                | Michelle Hamon         | FN             | 5 719        | 12,65        |             |             |  |
|                | Jacqueline Le Corre    | PCF            | 3 345        | 7,4          |             |             |  |
|                | Jean-Philippe Jonquard | Divers droite  | 2 573        | 5,69         |             |             |  |
|                | Jérôme de Leusse       | LDI (CNIP)     | 1 488        | 3,29         |             |             |  |
|                | Éric Boisnard          | Les Verts      | 1 452        | 3,21         |             |             |  |
|                | Samuel Lemaréchal      | GÉ             | 1 382        | 3,06         |             |             |  |
|                | Étienne Brasselet      | MDC            | 1 114        | 2,46         |             |             |  |
|                | Alain Angelini         | MÉI            | 554          | 1,23         |             |             |  |
|                |                        |                |              |              |             |             |  |
| Inscrits       | Inscrits               | Inscrits       | 68 942       | 100,00       | 68 939      | 100,00      |  |
| Abstentions    | Abstentions            | Abstentions    | 21 264       | 30,84        | 17 740      | 25,73       |  |
| Votants        | Votants                | Votants        | 47 678       | 69,16        | 51 199      | 74,27       |  |
| Blancs et nuls | Blancs et nuls         | Blancs et nuls | 2 485        | 5,21         | 2 722       | 5,32        |  |
| Exprimés       | Exprimés               | Exprimés       | 45 193       | 94,79        | 48 477      | 94,68       |  |

#### Quatrième circonscription (Pont-l'Évêque)
| Candidat       | Candidat                       | Parti          | Premier tour | Premier tour | Second tour | Second tour |  |
| Candidat       | Candidat                       | Parti          | Voix         | %            | Voix        | %           |  |
| -------------- | ------------------------------ | -------------- | ------------ | ------------ | ----------- | ----------- |  |
|                | Nicole Ameline sortante réélue | UDF (PR)       | 16 993       | 37,55        | 26 347      | 54,96       |  |
|                | Marie-Rose Koro                | PS             | 11 331       | 25,04        | 21 590      | 45,04       |  |
|                | Christian Guéret du Manoir     | FN             | 6 269        | 13,85        |             |             |  |
|                | Pierre Mouraret                | PCF            | 3 814        | 8,43         |             |             |  |
|                | Françoise-Edmonde Morin        | Les Verts      | 2 018        | 4,46         |             |             |  |
|                | Françoise Gay                  | Divers droite  | 1 938        | 4,28         |             |             |  |
|                | Aymeric Blasselle              | LDI (MPF)      | 1 577        | 3,48         |             |             |  |
|                | Michel Rousseau                | MÉI            | 903          | 2            |             |             |  |
|                | Richard Halley                 | Divers droite  | 415          | 0,92         |             |             |  |
|                |                                |                |              |              |             |             |  |
| Inscrits       | Inscrits                       | Inscrits       | 69 824       | 100,00       | 69 826      | 100,00      |  |
| Abstentions    | Abstentions                    | Abstentions    | 22 450       | 32,15        | 19 412      | 27,8        |  |
| Votants        | Votants                        | Votants        | 47 374       | 67,85        | 50 414      | 72,2        |  |
| Blancs et nuls | Blancs et nuls                 | Blancs et nuls | 2 116        | 4,47         | 2 477       | 4,91        |  |
| Exprimés       | Exprimés                       | Exprimés       | 45 258       | 95,53        | 47 937      | 95,09       |  |

#### Cinquième  circonscription (Bayeux)
| Candidat       | Candidat                    | Parti          | Premier tour | Premier tour | Second tour | Second tour |  |
| Candidat       | Candidat                    | Parti          | Voix         | %            | Voix        | %           |  |
| -------------- | --------------------------- | -------------- | ------------ | ------------ | ----------- | ----------- |  |
|                | François d'Harcourt sortant | UDF (PPDF)     | 19 396       | 34,38        | 29 313      | 48,89       |  |
|                | Laurence Dumont élue        | PS             | 16 981       | 30,1         | 30 639      | 51,11       |  |
|                | Robert Henri                | FN             | 6 588        | 11,68        |             |             |  |
|                | Geneviève Le Fort           | PCF            | 3 518        | 6,24         |             |             |  |
|                | Patrick Rossigneux          | Divers droite  | 2 667        | 4,73         |             |             |  |
|                | Bernard Hérard              | Les Verts      | 2 298        | 4,07         |             |             |  |
|                | Claude Perrod               | LDI (MPF)      | 1 910        | 3,39         |             |             |  |
|                | Serge Fouassier             | GÉ             | 1 361        | 2,41         |             |             |  |
|                | Georges Fauvel              | SÉGA           | 916          | 1,62         |             |             |  |
|                | Liliane Patte               | MÉI            | 786          | 1,39         |             |             |  |
|                |                             |                |              |              |             |             |  |
| Inscrits       | Inscrits                    | Inscrits       | 86 585       | 100,00       | 86 582      | 100,00      |  |
| Abstentions    | Abstentions                 | Abstentions    | 27 510       | 31,77        | 23 920      | 27,63       |  |
| Votants        | Votants                     | Votants        | 59 075       | 68,23        | 62 662      | 72,37       |  |
| Blancs et nuls | Blancs et nuls              | Blancs et nuls | 2 654        | 4,49         | 2 710       | 4,32        |  |
| Exprimés       | Exprimés                    | Exprimés       | 56 421       | 95,51        | 59 952      | 95,68       |  |

#### Sixième circonscription (Vire)
| Candidat       | Candidat            | Parti          | Premier tour | Premier tour | Second tour | Second tour |  |
| Candidat       | Candidat            | Parti          | Voix         | %            | Voix        | %}          |  |
| -------------- | ------------------- | -------------- | ------------ | ------------ | ----------- | ----------- |  |
|                | René Garrec sortant | UDF (PPDF)     | 19 109       | 37,05        | 27 274      | 49,45       |  |
|                | Alain Tourret élu   | PRS            | 14 869       | 28,83        | 27 880      | 50,55       |  |
|                | Emmanuel Regnouf    | FN             | 5 896        | 11,43        |             |             |  |
|                | François Bonnet     | PCF            | 3 210        | 6,22         |             |             |  |
|                | Jacques Leblanc     | Les Verts      | 2 308        | 4,47         |             |             |  |
|                | Bernard Lejeune     | LDI (MPF)      | 1 940        | 3,76         |             |             |  |
|                | Jean-Paul Rodary    | GÉ             | 1 586        | 3,07         |             |             |  |
|                | Gérard Le Lay       | US4J           | 1 063        | 2,06         |             |             |  |
|                | Micheline Dornier   | SÉGA           | 996          | 1,93         |             |             |  |
|                | Pierre Bellanger    | MÉI            | 602          | 1,17         |             |             |  |
|                |                     |                |              |              |             |             |  |
| Inscrits       | Inscrits            | Inscrits       | 78 403       | 100,00       | 78 402      | 100,00      |  |
| Abstentions    | Abstentions         | Abstentions    | 23 256       | 29,66        | 19 865      | 25,34       |  |
| Votants        | Votants             | Votants        | 55 147       | 70,34        | 58 537      | 74,66       |  |
| Blancs et nuls | Blancs et nuls      | Blancs et nuls | 3 568        | 6,47         | 3 383       | 5,78        |  |
| Exprimés       | Exprimés            | Exprimés       | 51 579       | 93,53        | 55 154      | 94,22       |  |